# Ефекат непријатељског медија
Ефекат непријатељског медија који се првобитно сматрао феноменом непријатељских медија и понекад називан непријатељском медијском перцепцијом, је перцептивна теорија масовне комуникације која се односи на тенденцију да појединци са јаким већ постојећим ставом о неком питању перципирају медијско извештавање као пристрасно против њихове стране и у корист гледишта својих антагониста. Сукобљене стране стране у ратном сукобу а ће имати тенденцију да открију да је извештавање супротне страна увек пристрасно и усмерено против њих. Овај феномен су први предложили и експериментално проучавали Роберт Валоне, Ли Рос и Марк Лепер.

## Студије
Године 1982. предузета је друга велика студија овог феномена; пропалестинским студентима и произраелским студентима на Универзитету Стенфорд приказане су исте траке са вестима које се односе на тада недавни масакр палестинских избеглица у Сабри и Шатили од стране Либанаца. бораца милиције које је подржавала израелска војска у Бејруту током грађанског рата у Либану. На низу објективних мера, обе стране су утврдиле да су ови идентични снимци вести били пристрасни у корист друге стране. Произраелски студенти су пријавили да виде више антиизраелских референци и мање позитивних референци на Израел у извештају вести, а пропалестински студенти су пријавили да виде више антипалестинских референци, итд. Обе стране су рекле да би неутрални посматрач имао негативнији поглед на њихову страну од гледања снимака, и да би медији оправдали другу страну када би кривили њихову страну.
Накнадне студије су откриле ефекте непријатељских медија у вези са другим политичким сукобима, као што су сукоби у Босни, имиграција у САД и на америчким председничким изборима, као иу другим областима, као што су медијско извештавање о јужнокорејском закону о националној безбедности, штрајк Унитед Парцел Сервице Теамстерс 1997, генетски модификована храна, и спорт.
Валоне и сарадници  су првобитно назвали ефекат „феномен непријатељских медија“, а повремено се назива и „непријатељска медијска перцепција“, пошто се чини да убрзава ефекте медија. У мета-анализи субјекта из 2015. Перлоф је рекао да је „непријатељски медијски ефекат“ најчешће коришћен израз.
Најчешћи термин је „непријатељски медијски ефекат“, можда зато што научници цене да термин „ефекат“ погађа срж истраживачког истраживања масовних комуникација и обухвата теоријски интригантан аспект непријатељског медијског феномена. 
Често цитирану претечу студије Валонеа., спровели су Алберт Хасторф и Хедли Кантрил 1954. године. Студентима Принстона и Дартмута приказан је снимак контроверзне фудбалске утакмице Принстон-Дартмут. Замољени да преброје прекршаје које су починиле обе стране, студенти оба универзитета су „видели“ много више прекршаја које је починила супротна страна, поред различитих генерализација о игри. Хасторф и Кантрил су закључили да „не постоји таква 'ствар' као 'игра' која постоји 'напољу' сама по себи и коју људи само 'посматрају'. ... Јер 'ствар' једноставно није иста за различите људе, било да је 'ствар' фудбалска утакмица, председнички кандидат, комунизам или спанаћ."
Објашњења
Предложена су три когнитивна механизма за објашњење непријатељског медијског ефекта:
Селективно присјећање се односи на памћење и проналажење. У случајевима непријатељског медијског ефекта, супротне стране би требало да имају тенденцију да памте више непотврђујућих делова поруке него делова који подржавају њихову позицију, у варијацији негативног ефекта. Валоне и његове колеге су приметили да се селективно присећање разликује по супротстављеним линијама чак и по једноставним, објективним критеријумима као што је број референци на дату тему. Међутим, бројне студије су документовале непријатељски медијски ефекат чак и када је селективно подсећање пре позитивно него негативно.
Селективна перцепција се односи на процес којим појединци перципирају оно што желе у медијским порукама док игноришу супротстављена гледишта. У случајевима непријатељског медијског ефекта, присталице имају повећану тенденцију да тумаче аспекте поруке као неповољне – или непријатељске – за разлику од категоризације од стране нестраначких. Другим речима, селективна перцепција је облик пристрасности јер информације тумачимо на начин који је у складу са нашим постојећим вредностима и веровањима.
Мотивисано образложење одбрамбено одговара на супротне доказе, активно дискредитујући такав доказ или његов извор без логичког или доказног оправдања. Социолози претпостављају да је мотивисано размишљање вођено жељом да се избегне когнитивна дисонанца. То сугерише да је разлог зашто су учесници толико склони да непристрасну поруку виде у непријатељском светлу због снаге повољног аргумента који су током времена изградили у својим умовима. Уместо да се пристрасност потврде види као супротна сила непријатељског медијског ефекта, објашњење различитих стандарда је види као снагу која доприноси.

### Изворни фактори
Карактеристике извора поруке такође могу утицати на непријатељски медијски ефекат. Извор за који се сматра да је пријатељски расположен према једној страни (обично због прихватљиве идеологије или географске близине групи) је мање вероватно да ће се позвати на непријатељски медијски ефекат него извор који је непријатан или географски одвојен. У бројним студијама, Алберт Ц. Гунтхер и његови сарадници су сугерисали да је способност масовних медија да досегну широку публику оно што покреће непријатељски медијски ефекат. Конзистентно су открили да су поруку која се чини да потиче из новина супарника доживљавали као непријатељску, док су идентичну поруку која се појавила у студентском есеју доживљавали као непристрасну, или чак повољну за њихову ствар.
Феномен постоји и за личности на телевизији – утврђено је да испитаници у једној студији перципирају знатно мање пристрасности код водитеља којег доживљавају као истомишљеника.
У складу са непријатељским медијским ефектом, присталице тог питања су приметиле мање пристрасности код убеђених водитеља вести чији су ставови у складу са њиховим сопственим него што су то чинили нестраначки, а посебно пристрасници на супротној страни. У већини случајева, ове разлике су биле велике – ако не и веће од – разлике уочене као одговор на вести без мишљења, што указује на то да чак и очигледна одступања од новинарских норми не гуше партијску селективност у перцепцији вести, барем када је у питању на уочену пристрасност у домаћинима програма.
Сви ови механизми објашњења су под утицајем пристрасности. Од првих студија, непријатељски медијски ефекат захтевао је публику, са снажнијим веровањима у корелацији са јачим манифестацијама ефекта. Повећање посвећености одређеној страни проблема доводи до повећања нивоа пристрасне обраде информација, било због заштите личних вредности или због снажног осећаја припадности групи.

### Друштвени идентитет
Теорија друштвеног идентитета сугерише да ће медијско извештавање о питању које укључује его активирати групни идентитет и повећати значај овог питања међу члановима групе која се залаже за одређени политички или друштвени циљ. Ово заузврат покреће процесе самокатегоризације, пошто се чланови унутар групе разликују од својих колега у спољној групи, настојећи да подигну своје самопоштовање гледајући на унутрашњу групу као супериорну у односу на групу која им се не допада по основним димензијама. Када су изложени контроверзном медијском извештавању које садржи неповољне приказе групе, чланови групе, забринути због уочене нетачности приказа и уверени да портрети подривају легитимитет групе у ширем друштву, сналазе се тако што дерогирају медијско извештавање, посматрајући га као непријатељски пристрасно. На тај начин смањују симболичку претњу и враћају вредновање друштвеног самопоштовања.

## Последице
Гунтхер и Чиа су се позвали на концепт уверљивог закључивања штампе у студији из 2001. године, у којој појединци стварају утиске о смеру или пристарсности вести, екстраполирају да вести опште узев личе на вести које су лично погледали, претпостављају да вести утичу на јавност и стога претпостављају да јавно мњење кореспондира са перципираном усмереношћу вести. Стога ће они особе који почну са вером у непријатељске медије закључити да се јавно мњење противи њиховом конкретном циљу. Истраживања за ову хипотезу су дала различите резултате.
Тсанг је открио да се непријатељска медијска перцепција може применити на контекст лажних вести. Утврђено је да испитаници из супротстављених страна доживљавају потпуно исту поруку вести као лажну у значајно различитом степену.